# Ludwik Starski
Ludwik Starski, de son nom de naissance Ludwik Kałuszyner, né le 1er mars 1903 à Łódź et mort le 29 février 1984 à Varsovie, est un scénariste, parolier, écrivain et ingénieur du son polonais. 

## Biographie
Fils de Józef Kałuszyner et Helena née Szapiro, Ludwik Kałuszyner est né dans une famille de l'intelligentsia juive assimilée. Avant la Seconde Guerre mondiale, il était journaliste au journal "Express Wieczorny Ilustrowany" (L'Express du Soir illustré) et parolier pour des chansons de cabarets, café-concert et théâtres, notamment pour le théâtre Qui Pro Quo de Varsovie où furent interprétées par la chanteuse Irena Santor sur des musiques du compositeur Władysław Szpilman. Il travailla avec le célèbre acteur, producteur et scénariste Eugeniusz Bodo qu'il rencontra au théâtre Qui Pro Quo. 
Entre 1934 et 1978, il est l'auteur du scénario d'une vingtaine de films pour lesquels il est également ingénieur du son.  
Il a épousé Maja Bargielska (1911-1986), de ce mariage ils eurent un enfant, Allan Starski qui devint chef décorateur. Ludwik Starski était le frère du journaliste et scénariste Adam Ochocki (pl).

## Filmographie
partielle
- 1954 : Przygoda na Mariensztacie
- 1948 : La vérité n'a pas de frontière
- 1947 : Chansons interdites
- 1938 : Zapomniana melodia

## Récompenses et distinctions
- Croix d'Officier dans l'Ordre Polonia Restituta en 1954.